# Índice de Margalef
O Índice de Margalef, ou Índice de biodiversidade de Margalef, é uma medida utilizada em ecologia para estimar a biodiversidade de uma comunidade com base na distribuição numérica dos indivíduos das diferentes espécies em função do número total de indivíduos existentes na amostra analisada.
O Índice de Margalef foi proposto pelo biólogo e ecologista catalão Ramón Margalef i López e tem a seguinte expressão: I=[(n-1)]/ln N, onde I é a diversidade, n é o número de espécies presente, e N é o número total de indivíduos encontrados (pertencentes a todas as espécies). A notação ln denota o logarítmo neperiano do número.
Valores inferiores a 2,0 são considerados como denotando áreas de baixa diversidade (em geral em resultado de efeitos antropogénicos) e valores superiores a 5,0 são considerados como indicador de grande biodiversidade.